# ستيفاني شيرلي
فيرا ستيفاني «ستيف» شيرلي (16 سبتمبر 1933 - 9 أغسطس 2025) هي رائدة بريطانية في مجال تقانة المعلومات وسيدة أعمال ومحبة لأعمال الخير.